# Jun Uematsu
Jun Uematsu, né le 23 avril 1972 à Gifu, est un patineur de vitesse sur piste courte japonais.

## Biographie
Il participe au 500 mètres masculin des épreuves de patinage de vitesse sur piste courte aux Jeux olympiques de 1994. 
Il est le frère de Hitoshi Uematsu.